# Csákány (címertan)
Névváltozatok: clava, cruciata, zuncina, zeuthaue, streithammer (NySz. I. 371.)
"Ki chákánt, ki baltát viszen" [Zrínyi Miklós Munkái. Kazinczy F. kiadása II. 174.] (M. nyelvtört. 166.); "Volt szekercze,
czakan a templom heiazataba" [Melius Péter: Sámuel könyvei és királyok könyvei. Debrecen 1565. 137.]; "Kard és czyakan"
[Vásárhelyi Gergely: Catechismus. Irta Canisius Péter. Bécs 1617. 551.]; "Némyelyek hasonló nyeleu vagy czifra baltát vagy
csákányt viseltenek." [Monumenta Historica: Irók XI. 349.]; "Ha csákányos s-czégéres a gazda-asszony, hidd-el, nem
messze ugrik attól a szolgáló-is." [Csúzi Zsigmond: Zengedező sípszó. Pozsony 1723. 563.]; "Csákányosan balúl függ a
kobozok." [csúzi 16.] (NySz. I. 371.)
cs: čakan

Rövidítések:
A harci csákány szekerceszerű, hegyesvégű vagy kalapácsszerű ütő-döfő rúdfegyver. A közelharcban használták.
A 14. század végén a bárdokból, baltákból fejlődött ki a csákányfokos, mely a lemezpáncél és a nehéz
sisakok áttörésére szolgált. A lovascsákányok nyele rövid, a gyalogos csákányoké hosszabb. Ilyen
hosszúnyelű csákány látható Zsigmond király egyik ábrázolásán, brandenburgi őrgróf korában. Csákánnyal hajtotta végre merényletét
Zách Felicián is a királyi család ellen. A címertanban a címerképek közé tartozó heraldikai jelkép. A csákányoknak
különféle változatai voltak, a harci csákányoktól a bányász- és a munkacsákány, vagy a famegmunkáló szalukapa.
Maga a csákány szó valószínűleg kun-besenyő eredetű. A szláv čakan 'harci csákány, mintaverő' kifejezés részint a törökből,
részint pedig a magyarból valók.

## Galéria
- Zách Felicián merénylete a királyi család ellen. Képes krónika (Chronicon Pictum)
- Orlai Petrics Soma: Zách Feliczián
- Kőműves csákány, hasonlít a harci csákányra
- csákány
- Kőműves-kalapács